# Rijksbeschermd gezicht Gasthuis
Het rijksbeschermd gezicht Gasthuis is een van rijkswege beschermd dorpsgezicht in de buurtschap Gasthuis, gelegen tussen Bemelen en Sibbe, in de Nederlands-Limburgse gemeente Eijsden-Margraten.

## Beschrijving gebied
Het beschermde gebied ligt op het Plateau van Margraten langs de oude weg van Maastricht naar Aken, de wellicht uit de Romeinse tijd daterende Oude Akerweg; hier eenvoudigweg "Gasthuis" genoemd. De naam van de buurtschap is afgeleid van een reeds in de 14e eeuw vermeld gasthuis, dat het kapittel van Sint-Servaas op deze plek had gesticht. Het gasthuis, gelegen aan de thans onbebouwde zuidzijde van de weg, bij de T-splitsing met de weg naar Keer, is al lang verdwenen. Tegenwoordig staat hier een oude zwingelput. Verder bevinden zich in de buurtschap enkele typisch Limburgse wegkruizen.
Gasthuis bestaat uit een dertigtal huizen en boerderijen, waarvan slechts een vijftal panden deel uitmaken van het beschermde gebied. De in het dorpsgezicht opgenomen bebouwing ligt aan de noordkant van de doorgaande weg en bestaat uit een reeks, door mergelstenen tuinmuren met elkaar verbonden carréboerderijen, die ondanks de verschillen in architectuur tezamen een eenheid vormen. Het eerste gebouw (nr. 7) - komende uit de richting van Bemelen - is de hoeve Droogenberg, een boerderij met mergelstenen gevels, een inrijpoort met het jaartal 1721 en een inrijhek met siervazen op pijlers. Op de plaats van de tuin stond voorheen een landhuis, waarvan de hoeve deel uitmaakte. Het ernaast gelegen complex (nr. 51) wordt gekenmerkt door een barokke krulgevel uit ca 1700. Het 18e-eeuwse huis Nuys, met klokkentorentje en een grote, ommuurde tuin heeft de allure van een kasteelboerderij (nr. 55). De aangrenzende witgekalkte hoeve met raam- en poortomlijstingen van Naamse steen dateert uit 1826 (nr. 59). De twee verder naar het oosten gelegen panden bij de T-kruising met de weg naar Terblijt zijn voorbeelden van eenvoudige landelijke bouwkunst.

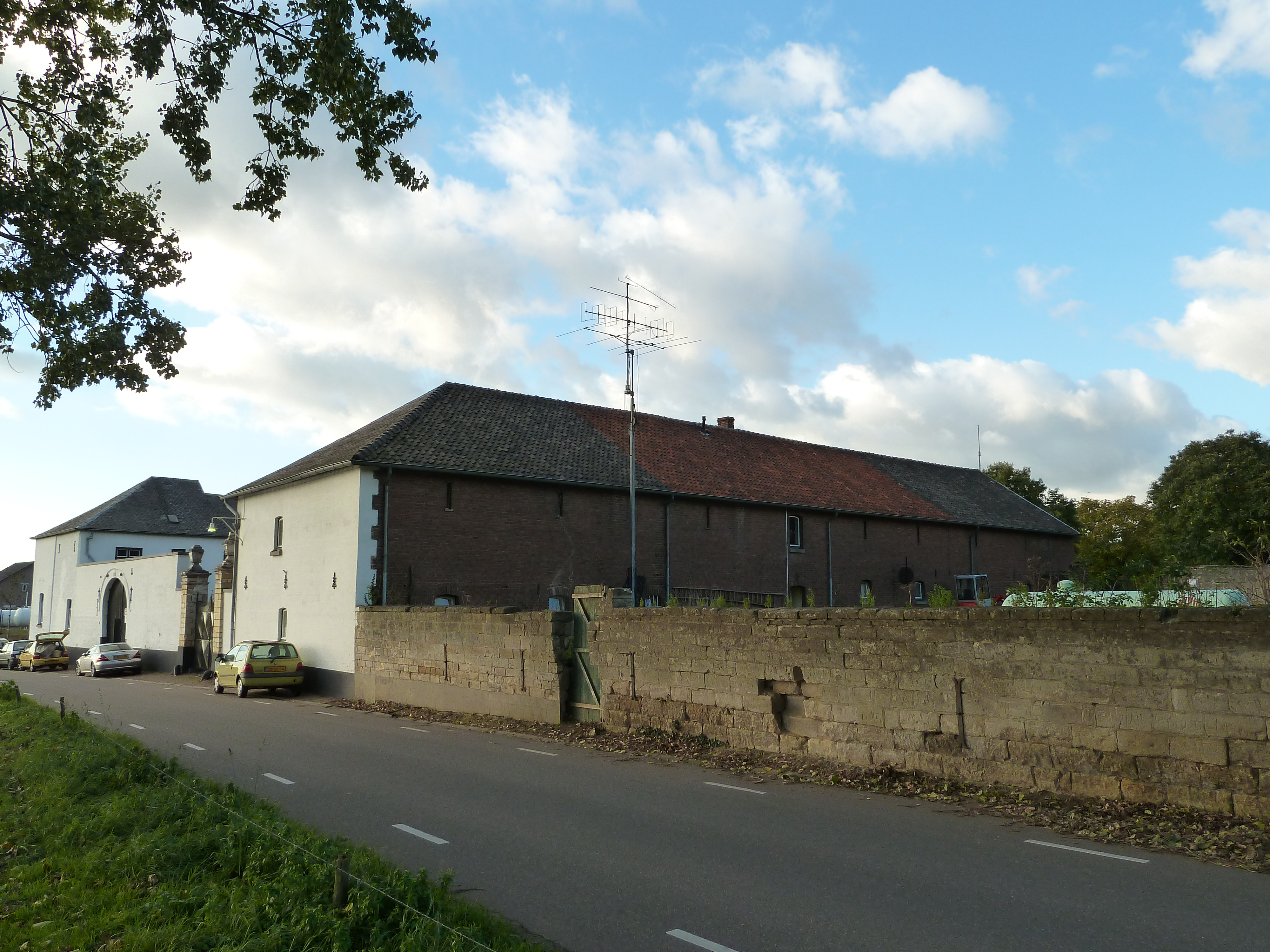
Gasthuis 7
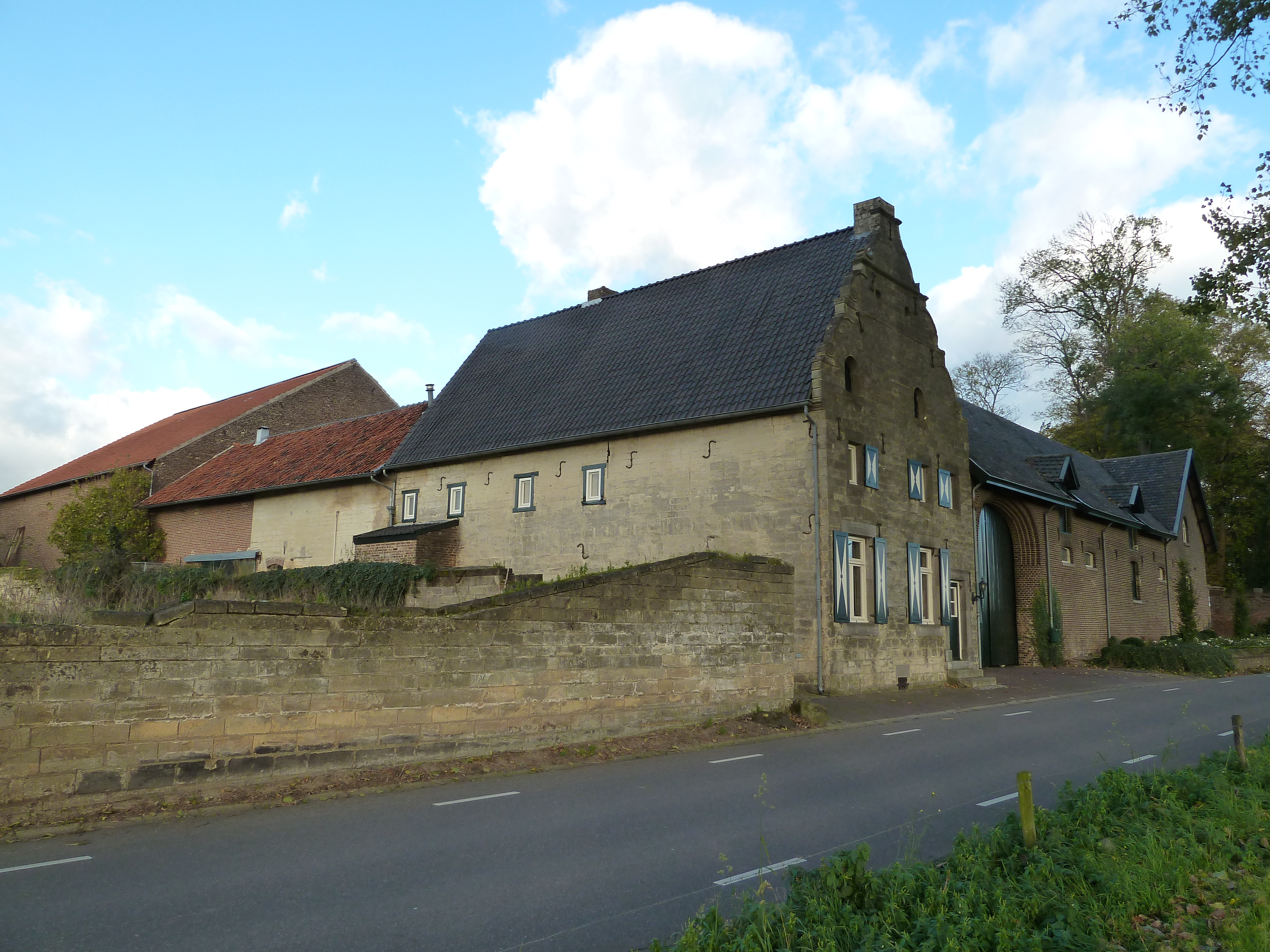
Gasthuis 51
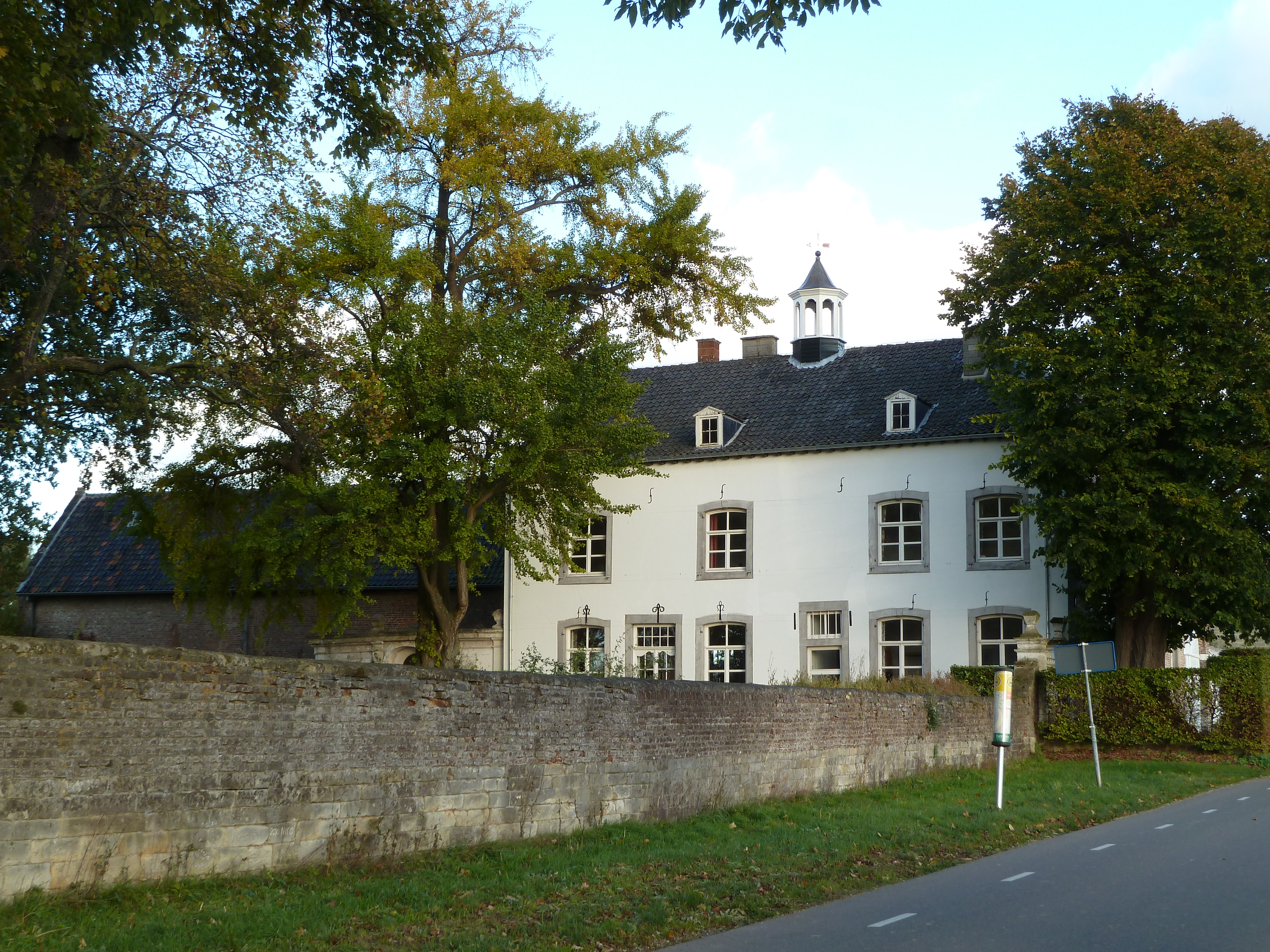
Gasthuis 55
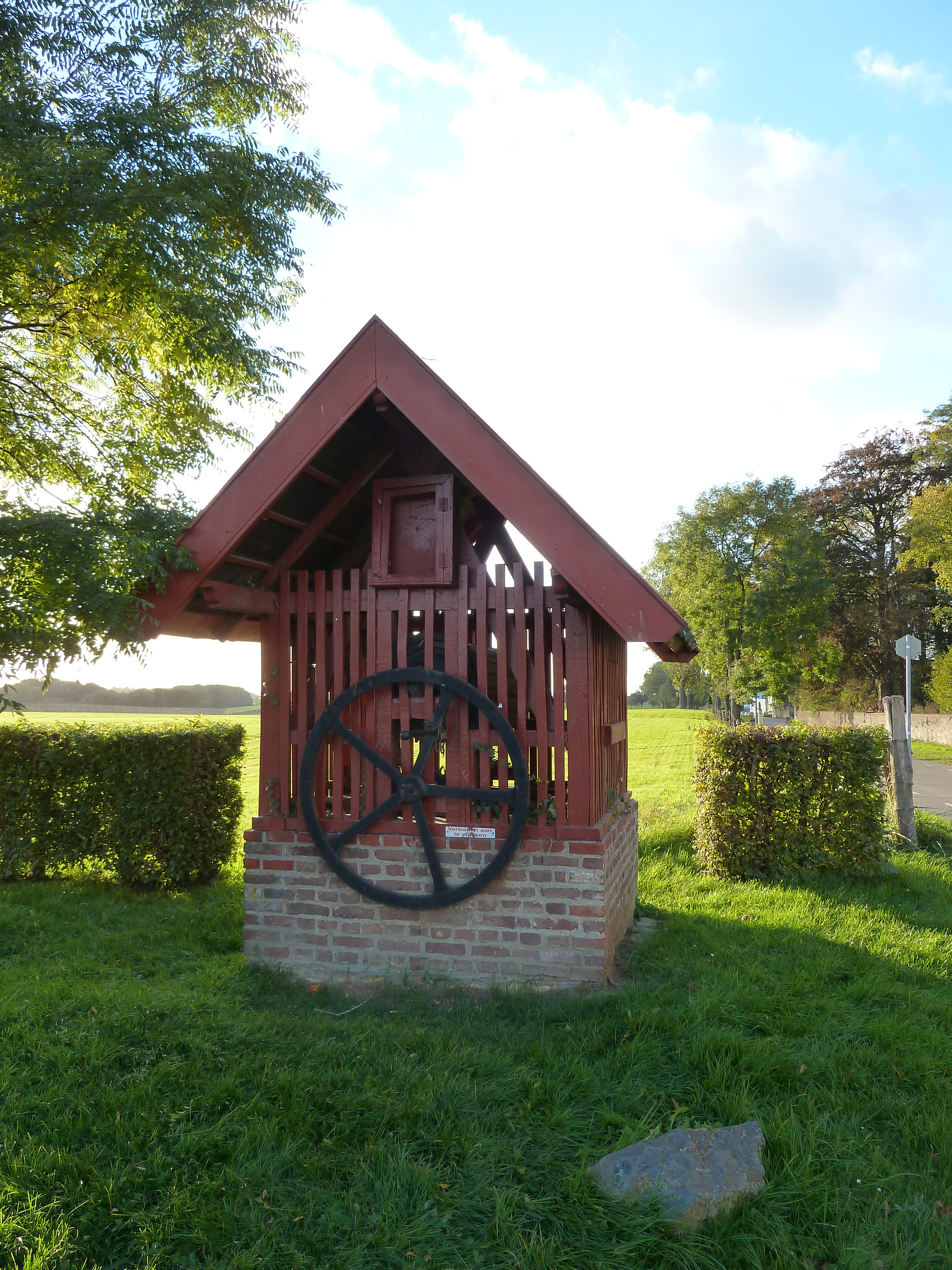
Zwingelput

## Aanwijzing tot rijksbeschermd gezicht
De procedure voor aanwijzing werd gestart op 27 december 1966. Het gebied werd op 24 juli 1970 definitief aangewezen. Het beschermd gezicht beslaat een oppervlakte van 26,6 hectare.
Panden die binnen een beschermd gezicht vallen krijgen niet automatisch de status van beschermd monument. Wel zal de gemeente het bestemmingsplan aanpassen om nieuwe ontwikkelingen in het gebied te reguleren. De gezichtsbescherming richt zich op de stedenbouwkundige en cultuurhistorische waardering van een gebied en wil het toekomstig functioneren daarvan veiligstellen.
Het rijksbeschermd gezicht Gasthuis is een van de vier beschermde dorpsgezichten in de gemeente Eijsden-Margraten.